# 特定秘密の保護に関する法律
特定秘密の保護に関する法律（とくていひみつのほごにかんするほうりつ、平成25年12月13日法律第108号）は、日本の安全保障に関する情報のうち特に秘匿することが必要であるものを「特定秘密」として指定し、取扱者の適性評価の実施や漏えいした場合の罰則に関する法律で、刑法に対する特別法である。通称は特定秘密保護法、秘密保護法、特定秘密法、秘密法などとも呼ばれる。
英語:Specially Designated Secrets Act 略称SDS Act。
2013年（平成25年）10月25日、第96代内閣総理大臣安倍晋三率いる第2次安倍内閣が閣議決定をして第185臨時国会に提出し、同年12月6日に成立し、同年12月13日に公布され、2014年（平成26年）12月10日に施行した。

## 主務官庁
- 内閣官房国家安全保障局情報班

外務省北米局日米安全保障条約課、防衛省防衛政策局日米防衛協力課など他省庁と連携して執行にあたる。

## 法律の内容
この法律は、日本の安全保障に関する事項のうち特に秘匿を要するものについての行政機関における「特定秘密の指定」、特定秘密の取扱いの業務を行う者に対する「適性評価の実施」、「特定秘密の提供」が可能な場合の規定、「特定秘密の漏えい等に対する罰則」等について定め、それによりその漏えいの防止を図り、「国及び国民の安全の確保に資する」趣旨であるとされる。

### 特定秘密の管理に関する措置

#### 特定秘密の指定
「特定秘密として指定できる情報」および「特定秘密の有効期間（上限5年で更新可能）」を規定する。

#### 適性評価の実施
特定秘密の取扱いの業務を行うことができる者は、「適性評価により特定秘密を漏らすおそれがないと認められた職員等」に限定される。
適正評価の対象事項
1. テロリズム等との関係
2. 犯罪・懲戒の経歴
3. 情報の取扱いについての非違歴
4. 薬物の濫用・影響
5. 精神疾患
6. 飲酒についての節度
7. 経済的な状況

#### 特定秘密の提供
どのような場合に特定秘密を提供できるかを規定。
1. 安全保障上の必要による他の行政機関への特定秘密の提供

  - 特定秘密の取扱いの業務を行わせる職員の範囲その他特定秘密の保護に関し必要な事項について協議。
  - 安全保障上の必要により特定秘密を提供。
  - B省の長は、特定秘密の保護に関し必要な措置を講じ、職員に特定秘密の取扱いの業務を行わせる。

※ 警察庁長官が都道府県警察に特定秘密を提供する場合には、特定秘密の保護に関し必要な事項について、警察庁長官が都道府県警察に指示。
2. 安全保障上の特段の必要による契約業者への特定秘密の提供

  - 特定秘密の取扱いの業務を行わせる役職員の範囲その他特定秘密の保護に関し必要な事項を契約に定める。
  - 安全保障上の特段の必要により特定秘密を提供。
  - 契約業者は、特定秘密の保護に関し必要な措置を講じ、役職員に特定秘密の取扱いの業務を行わせる。
3. その他公益上の必要による特定秘密の提供

上記のほか、行政機関の長は、次の場合に特定秘密を提供することができる。
- 各議院等が行う審査・調査で公開されないもの、刑事事件の捜査その他公益上特に必要があると認められる業務において使用する場合であって、特定秘密の保護に関し必要な措置を講じ、かつ、我が国の安全保障に著しい支障を及ぼすおそれがないと認めたとき
- 民事訴訟法223条6項または情報公開・個人情報保護審査会設置法9条1項の規定により、裁判所または審査会に提示する場合（いわゆるインカメラ審査で提示する場合）

### 漏えいと取得行為に対する罰則
（漏えい行為への処罰）
（取得行為への処罰）
- 外国の利益若もしくは自己の不正の利益を図り、または我が国の安全もしくは国民の生命若しくは身体を害すべき用途に供する目的で、次の手段により特定秘密を取得した者は、10年以下の懲役に処し、または情状により10年以下の懲役及び1000万円以下の罰金に処する。（第24条1項）

1. 人を欺き、人に暴行を加え、または脅迫する行為
2. 財物の窃取または損壊
3. 施設への侵入
4. 不正アクセス行為
5. その他の特定秘密の保有者の管理を侵害する行為

- 故意の取得行為の未遂罪は罰する。（同条2項）
- 手段が単独で犯罪の場合には原則として併合罪となる。（同条3項）

（共謀、教唆、煽動）
- 特定秘密の取扱いの業務を行うことができる者が特定秘密を漏らすに当たり、または第24条1項の特定秘密を取得するにあたり、それを共謀、教唆、煽動したものは、5年以下の懲役に処する（第25条1項）[注釈 2]。
- 公益上の必要により特定秘密の提供を受け、これを知得した者が特定秘密を漏らすにあたり、それを共謀、教唆、煽動したものは、3年以下の懲役に処する(同条2項)。

（減軽）
- 第23条の漏えい行為、第24条の取得行為に当たり、行為が未遂に終わった場合において共謀犯が自首したときは、刑を減軽しまたは免除する。（第26条、必要的減軽）[注釈 3]

（国外犯）
- 第23条の漏えい行為は、日本国外において行った者にも適用する。
- 第24条の取得行為および第25条の共謀、教唆、煽動は、刑法第2条（すべての者の国外犯）を適用する。

### その他（適用解釈・検討規定）
パブリックコメントでは「その他」として「本法を拡張解釈して、国民の基本的人権を不当に侵害することがあってはならない」と規定していた。
国会提出された案では「取材の自由に十分に配慮しなければならない」という文言が追加されている。
この法律の適用解釈として第22条1項を規定し、また報道の自由との関係から第22条2項を規定し、取材行為は原則として違法性が阻却されることとした。
施行後5年までに特定秘密を保有したことのない行政機関は、請求により政令で定められた場合を除いて、特定秘密を指定できなくする規定（附則第3条）が設けられた。また、これまで自衛隊法に基づいて指定されていた防衛秘密は特定秘密とみなされ（附則6条）、防衛秘密に関する規定は削除された（附則5条）。

## 主な改正
2024年（令和6年）2月27日、改正案が提出、同日閣議決定された。5月10日参院本会議（岸田内閣、第213回国会）にて可決成立。

## 公益通報者保護法との関係
公益通報者保護法との関係について、主に3つの観点からの議論がある。
第一に、政府による違法行為などに関する事実について通報する者が、保護されるのかという点。森まさこ国務大臣の答弁によると、政府による違法行為などは特定秘密にならない。
第二に、通報対象事実に当たる情報が特定秘密に指定されることがあるのか、その場合、当該事実を通報する者は保護されるのかという点。政府参考人の答弁によると、通報対象事実に当たる情報が特定秘密に指定される可能性がある。その場合でも、当該事実の通報者は、公益通報者保護法の適用を受ける。
第三に、特定秘密保護法に規定する特定秘密漏えい罪等の犯罪行為の事実について、当該事実を通報する者は保護されるのかという点。保護されるための前提として、公益通報者保護法に基づく通報対象事実の対象に、特定秘密保護法を加える必要があり、公益通報者保護法の別表の規定に基づく政令を改正する必要がある。

## 経過

### 民主党政権による秘密保護法検討
2010年（平成22年）9月に尖閣諸島沖で起きた中国漁船と海上保安庁巡視船との衝突事件において、海上保安官（当時）の一色正春が船上で撮影した映像を、民主党・菅政権の了承を得ないまま同年11月4日にインターネットで公開した。この映像公開を琉球新報・読売新聞・産経新聞・日本経済新聞などは肯定的に評したものの、朝日新聞・毎日新聞・北海道新聞・東京新聞・中日新聞・沖縄タイムス・北國新聞など様々な報道機関からこの映像公開に対し『仮に非公開の方針に批判的な捜査機関の何者かが流出させたのだとしたら、政府や国会の意思に反する行為であり、許されない』（朝日新聞）、『流出の裏に、日中関係の修復に水を差そうとする意図があったのだろうか。ゆゆしき問題である』（北海道新聞）、『国家公務員が政権の方針と国会の判断に公然と異を唱えた「倒閣運動」でもある』（毎日新聞）、など否定的な声が上がり、日本政府の外交機密・情報・危機などの管理体制や法整備の甘さが指摘された。
菅直人内閣総理大臣は公開翌日の2010年（平成22年）11月5日午前の閣僚懇談会で、馬淵澄夫国土交通大臣に「情報管理の徹底と、事実関係の確認をするように」と述べ、流出の経緯などについて調査し、原因究明を図るよう指示した。また、同日夜には首相官邸で記者団に対し、「国の情報管理がしっかりとした形になっていないことに危機感を強く覚えた」と述べた。この映像公開事件を受け、内閣官房長官・仙谷由人は同年11月8日の衆議院予算委員会で「国家公務員法の守秘義務違反の罰則は軽く、抑止力が十分ではない。秘密保全に関する法制の在り方について早急に検討したい」と述べ、秘密保護法の制定に前向きな姿勢を示し、検討委員会を早期に立ち上げる考えを示した。その後、2011年（平成23年）8月に有識者会議が「秘密保全法制を早急に整備すべきである」とする報告書をまとめ、民主党政権が国会提出を目指していた。

### プロジェクトチーム
第2次安倍内閣は、2013年（平成25年）8月27日に、同法案の概要を自民党「インテリジェンス・秘密保全等検討プロジェクトチーム」（座長町村信孝）に提示し、パブリックコメントについて了承を得た。

### パブリックコメント
内閣官房では、2013年（平成25年）9月3日から9月17日までの15日間、パブリックコメント「特定秘密の保護に関する法律案の概要」を受け付けた。これは内閣官房内閣情報調査室による任意の意見募集であった。パブリックコメントは誰でも何回でもコメントを提出可能。募集の結果は同年10月4日に公開された。意見件数90,480件。内訳は、意見提出フォーム・電子メール88,603件、郵送484件、FAX1,393件。意見内容は、賛成側の意見が11,632件、反対側の意見が69,579件、その他の意見が9,269件。

### 閣議決定と国会提出
自民党は特定秘密保護法案の閣議決定に先立ち、国家安全保障会議（日本版NSC）創設の為の法案を第185回国会に提出、2013年（平成25年）10月25日に衆議院本会議で審議入りした。10月25日、政府は「特定秘密保護法案」を閣議決定。同日夜の記者会見で、内閣官房長官の菅義偉は、今国会で成立を目指すと述べた。

### 国会における審議
2013年（平成25年）11月7日から衆議院で審議に入った。民主党が11月19日に対案を提出。与党は日本維新の会、みんなの党と修正協議し、最終的に合意。11月26日に自民・公明・みんなの賛成多数で可決し（4名が造反、維新は採決欠席）、衆議院で可決。翌27日に参議院で審議入り。12月5日、参院国家安全保障に関する特別委員会において、与党が質疑を打ち切って採決。与党の賛成多数で可決された。なお、可決されたのかどうかを疑問視する記事も存在する。民主党は同日、「厚生労働委員長の解任決議案」「厚生労働大臣の問責決議案」「特別委員長の問責決議案」を提出、翌6日に内閣不信任決議案を提出して法案の成立を遅らせようと対抗したが、6日夜、参議院本会議で与党の賛成多数で可決され、成立した。なお、秘密保護法案を審議中の参院本会議議場に靴が投げ込まれる事件が発生している。審議時間は衆院で約46時間、参院で22時間の合計約68時間であり、過去の重要法案の審議時間と比較して短かった。

### 裁判
2015年（平成27年）11月18日に東京地裁で、フリージャーナリストや編集者ら42人が国を相手に法律の無効確認と損害賠償を求めた訴訟が行われた。
原告は「特定秘密保護法は表現や報道の自由を侵害し憲法違反」「秘密指定で行政機関への取材が難しくなり、取材や報道自体が萎縮する」と主張したが、谷口豊裁判長は「取材活動が制約されたとは認められない」「原告らの利益を侵害していない」として原告敗訴の判決を言い渡した。
さらに無効確認を求める訴えは「具体的な被害がなく抽象的だ」として審理せずに却下した。

## 国家秘密に関連するこれまでの日本の法律・法案
1954年（昭和29年）の日米相互防衛援助協定等に伴う秘密保護法（通称「MSA秘密保護法」）では、「特別防衛秘密」について保護上必要な措置を講じることに加えて「特別防衛秘密を探知や収集をした者」および「特別防衛秘密を他人に漏らした者」に対しての刑事罰が規定されている。
その後も、浸透工作や世論誘導をはじめ外国による諜報活動・間接侵略（シャープパワー）が明らかとなったレフチェンコ事件などもあり、1985年（昭和60年）には、国家秘密に係るスパイ行為等の防止に関する法律案 （通称「スパイ防止法」）が第102回国会で議員立法として提出されたが、第103回国会で審議未了で廃案となった。冷戦終結後にはミトロヒン文書が公開され、そこには国際的な諜報活動とともに対日有害活動の詳細も記されていた。また、日経新聞記者北朝鮮拘束事件の際にも、日本の公的機関からの情報漏洩が明らかとなっている。
2011年（平成23年）にも、国家秘密の管理体制強化を目指す「秘密保全法」が検討されたが、この時は法案の国会提出は見送られており、また内閣法制局から「法の必要性（立法事実）が弱い」と指摘されていた。

## 集団的自衛権根拠の秘密指定
2014年（平成26年）10月6日衆議院予算委員会で、首相の安倍晋三は、集団的自衛権に関し、行使の条件となる武力行使の新三要件に達したとの判断に至った根拠となる情報が、特定秘密保護法に基づく特定秘密に指定され、政府の監視機関に提供されない可能性があるとの考えを示した。内閣府に設置予定の特定秘密の監視機関「独立公文書管理監」に対して「十分な検証に必要な権限を付与することを検討している」と述べたが、各行政機関の長が管理監に、特定秘密に指定されていることを理由に情報提供を拒むことも可能と説明した。その場合「管理監に理由を説明しなければならないことを運用基準に明記することを検討している。管理監に提供されない場合は極めて限られる」と述べた。

## 会計検査院の会計検査権限との関係
2013年（平成25年）9月、会計検査院は本法が成立すれば秘密指定書類が会計検査に提出されないおそれがあるとし、憲法の規定上の問題を内閣官房に指摘して条文の修正を求めたが、幹部同士の話し合いを経て条文の修正をしない代わりに内閣官房が各省庁に通達することで合意し本法は成立した。日本国憲法第90条は会計検査院の憲法上の権限として「国の収入支出の決算は、すべて毎年会計検査院がこれを検査し」と定めている。
その後、会計検査院が特定秘密保護法で秘密指定された書類を取り扱う可能性がある職員の身辺を調べる「適性確認」を2015年（平成27年）から独自に実施していることが報じられ、プライバシー侵害の懸念がある調査が法的根拠がないまま実施されるという法制定段階では想定していなかった制度の不備が指摘された。
2015年（平成27年）12月25日、内閣官房は会計検査院から要請があった場合は、秘密指定を受けた書類を提供するよう求める通達を出した。
2016年（平成28年）2月10日の衆議院予算委員会で衆議院議員の階猛は、特定秘密保護法10条1項（行政機関への特定秘密の提供の拒否を定める規定）が会計検査院にも適用されるのか質問したのに対し、首相の安倍晋三は「かからないことではない」と適用対象であり会計検査院に対しても法律上拒否可能であるとの考えを示した上で、実務上は提供を拒否することはないとの見解を示し、法務大臣の岩城光英も「第10条1項は検査院にも適用される」と説明し、内閣官房の通達を踏まえ「秘密事項の提供の取り扱いは何ら変更はない」と実務上では提供を拒まないものと説明した。

## 情報監視審査会による報告
情報監視審査会は、「行政における特定秘密の保護に関する制度の運用を常時監視するため特定秘密の指定・解除及び適性評価の実施状況について調査を行うとともに、委員会等が行った特定秘密の提出要求に行政機関の長が応じなかった場合に、その判断の適否等について審査を行う機関で」あり、施行日に衆議院及び参議院にそれぞれ設置され、2015年（平成27年）2月26日に委員が選任されて以降、行政機関から説明を聴取したり、内閣衛星情報センターに委員を派遣するなど活動を行った。
情報監視審査会は、特定秘密や不開示情報の提供を受けることができる一方で、会議や会議録は原則非公開となっているが、2016年（平成28年）3月30日には各議院の議長に「平成27年年次報告書」 を提出した。同年4月1日には衆議院本会議で衆議院情報監視審査会会長が、同年4月6日には参議院本会議で参議院情報監視審査会会長が、それぞれ報告書の概要を説明した。
提出された「平成27年年次報告書」では、特定秘密の名称について内容を表す具体的な名称とするよう求めたほか、これまで及び今後1年以内に廃棄する特定秘密を報告するよう求めた。

## 日本国内の反応

### 国内の世論調査
- 共同通信が2013年（平成25年）10月26・27日に実施した電話による世論調査では、「賛成」35.9%、「反対」50.8%、内閣支持率は60.7%であった[58]。約1ヶ月後、同年11月24日に発表した世論調査では、賛成意見45.9%、反対意見41.1%であった[59]。法案成立直後の同年12月8・9日の世論調査では「このまま施行すべき」9.4%、「修正すべき」54.1%、「廃止すべき」28.2%で、内閣支持率は47%に下がった[60]。安倍晋三首相の靖国神社参拝を受けて実施した同年12月28・29日の世論調査で、内閣支持率は22、23両日の前回調査から1.0ポイント増の55.2%となった（不支持率32.6%）[61]。
- 毎日新聞が2013年（平成25年）11月9日・10日に実施した電話による世論調査では、反対が59%、賛成は29%であった[62]。
- 産経新聞とFNNが2013年（平成25年）11月16・17日に実施した合同世論調査では、「必要だと思う」が59.2%に対し、「必要ではない」は27.9%となった。「今国会で成立させるべき」は12.8%、「今国会での成立は見送るべき」は82.5%となった[63]。法案成立後の同年12月14・15日に行われた合同世論調査では、臨時国会での成立について「良かった」が27.3%、「良くなかった」が66.2%だった。法律の必要性については、「必要だと思う」が50.5%と半数を占めた。第2次安倍内閣に対する支持率は発足後初めて5割を切った[64]。
- 朝日新聞が2013年（平成25年）11月30日〜12月1日に実施した電話調査（有効回答1001人）では、「今国会で成立させるべき」とした人が14%だったのに対し、「継続審議にすべき」が51%、「廃案にすべき」が22%であった[65][66]。法案成立翌日の12月7日に行われた緊急調査では、成立への賛否について賛成24%、反対51%だった。国会審議については、「不十分だ」が76%、「十分だ」が11%であり、成立に賛成の層でも59%が「十分でない」と回答した[67]。
- 日本経済新聞が2013年（平成25年）11月22〜24日に実施した世論調査の結果は、賛成26%、反対50%であった[68]。
- テレビ朝日の報道ステーションが2013年（平成25年）11月30日・12月1日に実施した世論調査では、「支持する」が28%、「支持しない」が41%となった[69]。
- 日本テレビが2013年（平成25年）12月13日〜15日に実施した世論調査では、国会で成立した特定秘密保護法を「支持する」が23.1%、「支持しない」が56.8%となった[70]。

### 各党の反応

#### 与党
- 自由民主党 - 自民党「インテリジェンス・秘密保全等検討プロジェクトチーム」（座長町村信孝[24]）で法案を了承。

なお自民党内では、1987年（昭和62年）に「スパイ防止法」に反対する意見書に連署した12人 の一人である村上誠一郎が、今回も基本的人権の根幹に関わる問題とし反対している。一方、当時同様に反対した谷垣禎一 は今回反対していない。また、幹事長の石破茂は自身のブログで、国会議事堂周辺で行われている反対デモ（後述）を「単なる絶叫戦術はテロ行為とその本質において変わらない」と批判した。外交部会会長の城内実は国際連合人権高等弁務官の表明した、人権が制限されることへの懸念（#日本国外の反応参照）について「なぜこのような事実誤認の発言をしたのか、調べて回答させるべきだ。場合によっては謝罪や罷免（の要求）、分担金の凍結ぐらいやってもいい」と発言したという。副幹事長の河野太郎は自身のブログで朝日新聞などの反対論に対して反論している。自民党は法律公布後の12月13日、一部新聞報道への反論文書（「特定秘密保護法に関する誤った新聞報道への反論」）を作成し、同党所属の全議員に配布した。
- 公明党 - 公明党の特定秘密保護法案に関する検討プロジェクトチーム（座長大口善徳、初会合2013年9月17日[78]）は「知る権利」「報道の自由」への配慮などの修正を求めていたが[79][80]、政府の一定の譲歩を受けて、10月18日に法案の最終案を了承した[81][82]。

#### 野党
賛成、修正協議で合意
日本維新の会、みんなの党。両党の中には反対している議員もいた。
- 日本維新の会の共同代表石原慎太郎はこの法律を時代に即した非常に重要なものであると評価し、それに反対する意見は「被害妄想」「流言飛語」「ヒステリー現象」であるとしている。また、石原はイスラエルの情報機関であるモサドを絶賛し、この法律を利用して日本にもモサドのような情報機関を創設することを主張している。

対案を提出
民主党 - 政府の原案、および与党と日本維新の会、みんなの党の修正案に反対しており、保護すべき対象を外交と国際テロ防止に関する情報に限ることを柱とした対案を提出している。幹事長の大畠章宏は東京・銀座での街頭演説で「マスコミもこぞって、特定秘密保護法案については反対しよう、という声を上げている。あとは、国民のみなさんの声をあげてください」と述べている。法案成立後、代表の海江田万里は、「これで終わったとは思っていない。政府側にも一部新たな法案を出すという話があり、それに対して民主党は対案を出す。国民に与える悪い影響を少なくするために努力する」と話した。
反対姿勢
日本共産党、生活の党、社会民主党。
- 日本共産党は、2013年（平成25年）12月2日のしんぶん赤旗の記事で「（特定秘密保護法案）推進の陣容を見てみると、日本の侵略戦争で戦犯容疑者となった政治家や特高（特別高等警察）官僚の息子や孫、娘婿が目立つ」「安倍晋三首相の祖父は、太平洋戦争開戦時の東条英機内閣で商工大臣を務め、東京裁判でA級戦犯容疑者とされた岸信介氏」「日本への核兵器持ち込みを認めた日米核密約の当事者である祖父を安倍首相は、秘密保護法の闇に隠そうとしている」「戦犯・特高人脈は、「秘密保護法案」の源流を象徴している」と述べ、特定秘密保護法案を推進する安倍晋三・町村信孝・中川雅治らの出自を問題視した。また、その前日の記事で、国防保安法と特定秘密保護法には複数の共通点があると主張している。
- 社民党副党首の福島瑞穂は国会論戦の中で担当大臣の森雅子に対して、同法の適性評価について都道府県警の対象者の規模を政府として試算したのかどうかを質問し、森は試算していないと答えた。その後、同法を所管する内閣情報調査室が作成した「論点ペーパー集」が12月24日に開示され、同文書によれば都道府県警29000人を適性評価の対象にすると試算したと明記されていた。社民党機関紙「社会新報」では、連載記事「特定秘密保護法の闇を撃て」が掲載された。
- 参議院議員の山本太郎（無所属）が提出した特定秘密保護法案に関する質問主意書に対する内閣答弁書（2013年11月22日付）に、特定秘密を指定する行政機関の長として、廃止していた機関があったことについて、同法反対派のジャーナリスト・田中稔がツイッターで取り上げた。
- また、山本は2013年（平成25年）12月3日夜に国会議事堂前で「（採決阻止のためには）採決の日に、議員を国会に入れなきゃいいんですよ」、「議員会館や国会に議員が入れないくらい人が集まれば、阻止できる可能性がありますよね? 1000人と言わず、1万人と言わず、10万人と言わず、100万人ぐらいの人が国会周辺に集まりましょう」と特定秘密法案廃案を訴えるデモ隊に対してスピーチし、市民で国会を「包囲」し採決自体を物理的に「阻止」する案を提案した。

### 各界の反応
- 毛利嘉孝は、3.11以降官邸前で反原発デモ参加者が、反秘密保護法運動や反レイシズム運動にシフトするケースが少なからず見られていると述べている[100]。

- エドワード・スノーデンは、同法は「実はアメリカがデザインしたものです」と主張している[101]。

#### 賛成意見
- 憲法学者で東京大学教授の長谷部恭男は、2013年（平成25年）11月13日に開かれた衆議院国家安全保障に関する特別委員会に与党側の参考人として出席し、「特別な保護に値する秘密をみだりに漏えい等が起こらないように対処しようとすることは、高度の緊要性が認められるし、それに必要な制度を整備するのは、十分に合理的なことでありえる」と法案に賛意を示し、秘密の指定については法案通り、専門的知識を持つ各行政機関が「個別に指定していくしかない」と述べた[102][103]。また、朝日新聞記者の高橋純子との対談では、今ある法律で十分ではないかという問いに「今までは各役所がそれぞれ首相に情報を上げていたが、テロ活動や重大犯罪から国を守るためには各役所が情報を持ち寄り、連携して対策を打たなければならない。秘密が守られることで情報を集めやすくなる」、秘密の範囲については、「常識的に考えて、秘密の範囲が際限なく広がることはない」と答えている。また、「社会の萎縮」については、「制度の外側から心配しても状況は変わらない。情報を外に出せるルートを作るよう政府と交渉すべき」と話している[104][105]。
- 経済学者の池田信夫は、特定秘密保護法は「スパイ防止法」で、どこの国にもあるとした上で、日本にこのような法律が存在しなかったことが、日米両国の防衛協力にとって障害になっていると述べている[106]。『朝日新聞』をはじめとした法案反対の論陣については、多くが誤解に基づくもので根拠は無いとし[106]、朝日新聞の『異議あり 特定秘密保護法案』については、「朝日が大はしゃぎだが、日本のメディアは国家権力と闘って来たのか、沖縄密約事件も暴いたのは一記者だ」と日本ビジネスプレスで批判した[107]。一方で、安倍政権による成立までの動きは拙速だったとし、また法案では特定秘密の指定基準をチェックする第三者機関について明記されておらず、判断の微妙な部分を政令に委ねているとして、監視は必要であると述べている[106]。
- 危機管理評論家の佐々淳行は、「軍事小国である日本は、情報の迅速、正確な収集を進める必要があるが、秘密保護が不徹底で情報が漏れやすい。これは他国に情報提供を拒まれる原因であり、秘密保護法は必要悪だ」と述べている[108]。榊原英資によれば、元アメリカ合衆国国務長官のヘンリー・キッシンジャーは、「日本では秘密が守られないので、重要な機密情報は伝えられない」と述べたことがある[109]。
- 元陸上自衛官（システム防護隊隊長、1等陸佐）で株式会社ラックの「サイバーセキュリティ研究所」所長の伊東寛は、「法案は必要だと思うし、むしろ遅すぎたと思う」と語り、「外国政府が、日本の安全に関わると思ったとしても、『秘密を守れない』と見られれば、秘密を渡してくれるのかという疑問を持ってしかるべきだ」としている。また、罰則について、最高刑が懲役10年以下では軽すぎるとも語っている[110]。
- 元航空自衛官の潮匡人は、アメリカでは「防諜法」ないし「スパイ防止法」と訳すべき連邦法があり、機密漏洩には死刑を含む刑罰を定めていながら漏洩が起きているため「秘密の保護は容易でない」とし、むしろ「こうした法律がこれまで（日本に）なかったことが不思議である」と述べている。しかもこの法律が施行されても、多くの判決が執行猶予となるとし、「こんな緩い法律で、本当に特定秘密を保護できるのか」「新たにスパイ防止法を整備すべきではないのか」と提言している。また、日本のマスコミが「民主主義が死ぬ、戦争になる」などと過剰に国民の心配を煽ったとしている[111]。
- 元内閣参事官で経済学者の高橋洋一は、「守秘義務に関連する法律や情報公開法、公文書管理法でも、守秘義務事項や公開対象外の情報は永久に秘密であり、秘密保護法における秘密指定の範囲は、現行の情報公開法第5条や公文書管理法第16条などに規定されている不開示情報と比較して具体的である」、「特定秘密は情報公開法の公開対象とならない情報の部分集合であり、現行法ですでに開示されている情報は特定秘密に当たらない」、「秘密指定が適切かどうかを監視するチェック機関（18条3項、19条）は従来（情報公開法や公文書管理法）のチェック機関よりも有効に機能する」としている。また、前述の佐々淳行と同様に、特定秘密保護法は必要悪としている[112]。
- 大阪大学大学院国際公共政策研究科長の星野俊也は、特定秘密保護法に賛成の立場をとっている[113]。

#### 反対意見
- 朝日新聞は特定秘密保護法案についても安倍政権を余す所なく批判してきた、と中国メディアは報じている[114][115]。
- 法廷メモ訴訟で知られる明治大学特任教授のローレンス・レペタは「特定秘密保護法は、政府の下半身を隠すものだ」と題する意見を「週刊金曜日」に発表した[116]。
- 元外交官の佐藤優は、週刊金曜日の福島瑞穂とのインタビューの中で『今回の特定秘密保護法案は多くの公務員の「配偶者や家族が外国人かどうか」を調べる。実際は、特定の国の人と結婚している人はバツ。いまの日本の政治体制からすると、中国人や韓国人、ロシア人、イラン人などと結婚している外務省員は全員、特定秘密保護法案が定める適性評価に引っかかる。特定秘密保護法案は人種差別条項』と批判している[117]。
- 革労協とみられる「革命軍」と名乗る団体から[118]、2013年（平成25年）11月28日に発生した横田基地ゲリラ事件（爆発テロ）[119] の犯行声明が、都内の報道機関に同年12月4日までに届いた[118]。同犯行声明が、今の政権（第2次安倍内閣）がアメリカと連携して軍事演習を行ったり特定秘密保護法案を制定しようとしたりしている事を批判し今回の発射を「怒りの鉄つい（槌）だ」としている事が報じられている[118]。
- 女優の藤原紀香は懸念と法案への反対を表明し、パブリックコメントを提出した[120]。
- 現役の某中央省庁官僚であり小説『原発ホワイトアウト』を上梓した若杉冽（仮名）は、「いずれ特定秘密だらけになり、国民の知らない間にあらゆる物事が決まる社会になってしまう」と主張。“知る権利や報道の自由への「配慮」”、“第三者機関の設置「検討」”という文言について「典型的霞ヶ関用語。本気でやるなら“義務”と書く。官僚たちは始めからそんな気はない」と批判している。若杉によれば法案は首相の「ペットマター」（その人がペットのように大切にしている案件）だという[121]。
- 元検察官の郷原信郎は、「法案自体に問題があるとは言えないが、現行の刑事司法の運用の下で濫用された場合に、司法がそれを抑制することは期待できない」として反対している[122]。
- 福島県で行われた公聴会では、全ての参考人が反対または再考を求めた[123]。この翌日に衆議院の[124]、10日後には参議院の国家安全保障に関する特別委員会で採決が行われた[125]。
- 漫画家の小林よしのりは、「公務員への罰則が強化されれば、（隠す必要のない映像情報を隠したために起きた）尖閣諸島中国漁船衝突映像流出事件のようなこともなくなる」として反対している[126]。
- 静岡県弁護士会に所属する弁護士の藤森克美は「特定秘密保護法は違憲」として、静岡地裁に提訴した[127]。
- 日本の元通産官僚・古賀茂明は、特定秘密保護法を恐怖の3点セットの一つとして批判している[128]
- 人権団体ヒューマン・ライツ・ウォッチは、内部告発者やジャーナリストに対する保護を明示し、特定秘密の定義も安全保障に著しい脅威となる情報に限定すべきとしている。一方、市民的及び政治的権利に関する国際規約などの国際規約に反しない範囲での情報を保護することについては、反対していない[129]。
- 弁護士の早田由布子は、ベトナム戦争に介入するきっかけになった米艦艇への攻撃は米国の自作自演だった。イラク戦争の根拠とされた大量破壊兵器の保持も実際には無かったというのが通説だ。こうした情報も特定秘密保護法にされれば漏らした役人は最高懲役10年が科せられ、市民が調べるだけで罪が問われかねず、情報が闇に葬られてしまう[130]。
- エセックス大学人権センターフェローで国際人権法の専門家である藤田早苗は、国連の自由権規約委員会に対して、特定秘密保護法が日本の報道の自由や人権に対する重大な脅威であるとする書面を提出した[131]。「国際人権（自由権）規約委員会の総括所見に対する会長声明[132]」という文を追加する。

- チェック機関として、内閣官房に内閣官房長官をトップに府省庁の事務次官級が参加する内閣保全監視委員会を新設、内閣府には特定秘密の管理状況を検証、監察する審議官級の独立公文書管理監を新設、将来は局長級に格上げする。また情報保全監察室も設けられる。秘密指定権限を持つ19の行政機関には内部通報の窓口を設ける。しかし、行政機関の長が指定する特定秘密について、行政機関の手足が本当に独立して監視できるのか怪しい[133]。

#### 中立意見
- 作家の竹田恒泰は、どんな路線で政策を進めるにせよ、情報は国民が正しく判断するために欠かせないものという考えから、いつまでも秘密指定を続けられることと、秘密指定の妥当性を調べる第三者機関の実効性がはっきりしないことを理由に、慎重姿勢を取っている。また法案成立後はその点を修正するための改正が必要であるとしている[134]。
- 2004年から2006年まで内閣法制局長官を務めた弁護士の阪田雅裕は、反対意見の1つである「漏洩した秘密の内容が明らかにされないまま被疑者が裁かれる可能性がある」との懸念について、「そもそも罪刑法定主義の大前提から考えて、漏洩した秘密の中身が知らされないまま被疑者が訴追されるようなことはあり得ない」とし、特定秘密保護法案に法律としての構造的な問題はないとの見方を示した[135]。
- 都留文科大学非常勤講師の瀬畑源（せばた・はじめ）は、特定秘密保護法の成立を受けて、「政府から独立した監視機関について法文に組み込まれていない。施行までの間に、少しでも濫用されない仕組みを組み込むべき」、「国民からの批判が、『拙速で説明不足』であることの不安からきている以上、政府は施行までの準備に関する情報を素早く公表して、意見を受けて修正すべき」、「国民は情報公開法の改正や公文書管理法の改正を行うよう要請し、知る権利の拡大に努めるべき」としている[136]。
- 甲南大学法科大学院教授で弁護士の園田寿は、一部マスコミは「秘密保護法のテロリズムの定義には『強要するための活動、殺傷するための活動、破壊するための活動』の3類型がある」と主張しているが、これは「又は」と「若しくは」の用法を読み違えているためであり、正しく読めば『強要するための活動』を含まない2類型であると指摘している[137]。

デモ活動
- 『「秘密保護法」大集会実行委員会』主催[138][139] のもと、2013年（平成25年）11月21日に日比谷野外音楽堂で反対集会が開かれ、約1万人（主催者発表）が集まった[140]。12月6日にも日比谷野外音楽堂で反対集会が開かれ、約1万5000人（主催者発表）が参加した[141][142]。
- 革命的共産主義者同盟（革共同）・日本革命的共産主義者同盟革命的マルクス主義派（革マル派）は、2013年（平成25年）11月26日に「さようなら原発集会」に結集した市民らと共に国会・首相官邸前で10時間ほど反対デモを行った[143]。
- 革命的共産主義者同盟全国委員会（中核派）は、2013年（平成25年）11月21日・22日に反対デモと集会を行った[144]。
- 2013年12月6日には国際基督教大学で、「秘密保護法を考える全国学生緊急大集会」が開催され、約300人の学生が参加した[145]。
- 「秘密保護法」廃止へ！実行委員会の海渡雄一は、世界人権デーと同じ12月10日の施行を許さないと反対宣言をしている[146]。
  - この他にも、反原発集結と同様に国会議事堂前に集まって即時廃案を求める動きが行われている[147]。

## 日本国外の反応

### 肯定的反応
- アメリカ合衆国国務省副報道官のハーフは、2013年（平成25年）12月6日の記者会見で、日本で特定秘密保護法案が成立したことについて「情報の保護は同盟における協力関係で重要な役割があり、機密情報の保護に関する政策などの強化が前進することを歓迎する」と述べた[148][149]。
- AP通信は「中国の軍事力増強に対抗するために強い日本を望む米国は、法案可決を歓迎している」と報じた[150]。
- ウォール・ストリート・ジャーナルは、駐日アメリカ大使館首席公使のカート・トン（en:Kurt Tong）が、法案成立により日本が「より強力な同盟国」となると本国は評価していると報じた[151]。

### 否定的反応
- 中国共産党は、中国共産党中央委員会機関紙『人民日報』において、「秘密保護法は日本の平和憲法の精神を破壊」と題し全面的に批判した[152]。また、朝日新聞などの秘密法に否定的な日本メディアに対し、賛辞を送っている[114][115]。
- ニューヨーク・タイムズは「Japan's Illiberal Secrecy Law」（日本の反自由主義的秘密法）と社説にて批判した[153][154][155]。
- ワシントン・ポストは「Japan secrecy law stirs fear of limits on freedoms」（日本の秘密法は自由が制限される不安をかき立てる）とする記事を掲載[156]。
- しんぶん赤旗は、ブルームバーグ（電子版）が12月2日付けのコラムで「日本の秘密保護法はジャーナリストをテロリストに変える」と、石破茂の反対デモをテロ行為になぞらえた発言も引きながら第2次安倍内閣を批判。執筆子は「もし私が官僚とビールを飲みながら不適切な質問をすれば、手錠をかけられてしまうのか」と、治安維持法や米国愛国者法に共通する要素があると見ている。その上で「安倍政権を止めるのはテロリスト……失礼、ずばりと意見を述べる国民次第だ」と結んでいる、と報じた[157]。
- 韓国の新聞ハンギョレは“自民党が暴走した、スパイ防止法案の1980年代から30年、明らかに日本は右傾化している”と東京発の特派員電で論評した[158]。
- シュピーゲル電子版は「日本で、内部告発者を弾圧する、異論の多い立法が成立した」と報じた[159]。
- フランクフルター・アルゲマイネ・ツァイトゥングは「日本が報道の自由を制限 我々はフクシマの原発事故を報道することが許されるのであろうか？」と題する解説記事を文芸面に掲載した[160]。
- 国際連合人権理事会は表現の自由担当特別報告者フランク・ウィリアム・ラ・ルー、健康への権利担当特別報告者アナンド・グローバーが「法案は透明性を脅かす」と表明した[161]。国際連合人権高等弁務官のナバネセム・ピレーも、法案にはいくつかの懸念が十分明確になっておらず、成立を急ぐべきではないと表明した[162]。
- ヒューマン・ライツ・ウォッチが特定秘密保護法案について「秘密指定の権限や情報漏洩の処罰が広範囲過ぎ」、「公益を守るため見直しが必須」と表明した[163][注釈 5]。
- 日本外国特派員協会は「報道の自由及び民主主義の根本を脅かす悪法であり、撤回、または大幅修正を勧告する」と表明した[165]。
- 元アメリカ国防次官補・モートン・ハルペリンは共同通信のインタビューに応え、「知る権利と秘密保護のバランスを定めた国際基準を逸脱している」「過剰な秘密指定はかえって秘密の管理が困難になる」と法案を批判した[166]。
- 国境なき記者団は、「世界報道の自由度ランキング 2014」で特定秘密保護法を理由に2013年（平成25年）の53位から59位にランクを下げた[167]。なお「世界報道の自由度ランキング 2015」[168]、そして2016年版[169]でも特定秘密保護法を理由にランクを下げている。
- 藤田早苗はまた、国連の特別報告者であるデイビッド・ケイが2014年4月に来日して調査を行う際にも協力し、日本のメディアや市民団体とのコーディネーションを行った[170]。ケイはその後、日本政府に対して放送法4条や特定秘密保護法などを改正するよう勧告した[要出典]。2019年国連のデーヴィッド・ケイ報告者は2017年の勧告を日本政府がほとんど履行していないと批判する新たな報告書をまとめた。「政府はジャーナリストが批判的な記事を書いても非難は控えるべきだ」としている[171]。